# La Bastide-Pradines
La Bastide-Pradines település Franciaországban, Aveyron megyében. Lakosainak száma 120 fő (2022. január 1.). La Bastide-Pradines Creissels, Lapanouse-de-Cernon, Saint-Georges-de-Luzençon, Saint-Rome-de-Cernon, Tournemire és Viala-du-Pas-de-Jaux községekkel határos.

## Népesség
A település népessége az elmúlt években az alábbi módon változott:
| Lakosok száma | 143  | 97   | 102  | 107  | 108  | 106  | 101  | 109  | 113  | 120  |
|               | 1968 | 1982 | 1990 | 2006 | 2013 | 2015 | 2017 | 2019 | 2020 | 2022 |